# قنبر أباد (نظر أباد)
قنبر أباد هي قرية في مقاطعة نظر أباد، إيران. يقدر عدد سكانها بـ 251 نسمة بحسب إحصاء 2016.